# Kościół Świętej Trójcy w Świerznie
Kościół parafialny pw. Świętej Trójcy w Świerznie  - kościół parafialny z roku 1681 będący siedzibą parafii Świętej Trójcy w Świerznie, w województwie zachodniopomorskim, powiecie kamieńskim.
Kościół zlokalizowany jest w południowo-zachodniej części Świerzna, po zachodniej stronie drogi. Działka przykościelna rozległa w formie regularnego prostokąta. Na przedzie działki posadowiony jest budynek kościoła, zwrócony tylną ścianą szczytową w kierunku drogi. W głębi mieści się plebania wzniesiona pod koniec lat dziewięćdziesiątych, usytuowana kalenicowo. Teren przykościelny od południa i wschodu ogrodzony jest ażurowym murem ceglanym, w pozostałej części siatką drucianą. Bezpośrednie otoczenie kościoła obsadzone kasztanowcami. Po północnej stronie budynku kościelnego znajduje się niewielki cmentarzyk; zachowane są tutaj nagrobki z końca XIX wieku.
Kościół jest obiektem trójfazowym: początkowo obrys zasadniczej bryły budynku kościelnego wynosił 1320×830 cm, do niego od strony zachodniej dostawiona była drewniana wieża na rzucie kwadratu 530×530 cm. Drugą fazę stanowi przedłużenie ścian długich w kierunku zachodnim, obudowujące wieże, tak ze obecnie wieża wyrasta z korpusu kościoła. Wreszcie trzecią fazę stanowi przedłużenie ścian długich o około 280 cm w kierunku wschodnim.

## Historia
Kościół wzniesiono w 1681 roku przez budowniczego Christiana Krone, z inicjatywy Joachima Heinricha i Kaspara von Flemmingów. W XVIII wieku obiekt był kilkukrotnie rozbudowywany – w 1708 roku powiększono jego część zachodnią, a w 1727 wschodnią. W tym samym roku zakupiono również wyposażenie wnętrza. Kościół pod wezwaniem Świętej Trójcy został poświęcony 13 października 1946 roku.

## Opis
Kościół ma formę kościoła salowego bez jakichkolwiek podziałów wewnętrznych. Świątynia jest zbudowana w konstrukcji ryglowej, szkielet konstrukcyjny jest z dębiny, a wypełnienie z cegły ceramicznej. Kwatery międzyryglowe otynkowane i pobielone. Elementy drewniane szkieletu poczernione impregnatem. Od strony zachodniej znajduje się wieża, również ryglowa, wypełniona cegłą, z górną częścią odeskowaną i zwieńczoną ośmiobocznym hełmem. 
Podwaliny zwęgłowane na nakładkę. Ściany obwodowe osadzone są na kamienno-ceglanych ławach fundamentowych. Podmurówka o wysokości do pięćdziesięciu cm niweluje lekki spadek terenu. Drzwi klepkowe (klepki) ułożone w jodełkę, nabite ćwiekami, zawieszone na pasowych zawiasach kowalskiej roboty. Drzwi pomiędzy wieżą a nawa dwuskrzydłową, płycinowe z naświetlem. Okna w przeważającej większości wtórne – o ostrołukowych nadprożach. Prostokątne, niewielkie okienka pierwotne, szklane w ołów, zachowały się jedynie w wieży. Posiadają one drobny podział kwaterowy za pomocą szczeblin. Są pojedyncze, stałe z prostymi drewnianymi opaskami. stopy belkowe nagie z trzema podciągami od strony nawy. Podłoże stanowi betonowa posadzka. Empora muzyczna zachowana jedynie przy zachodniej ścianie szczytowej. Pierwotnie podobne empory z drewna sosnowego znajdowały się wzdłuż obu ścian długich. Balustrada z ozdobnie profilowanych desek.

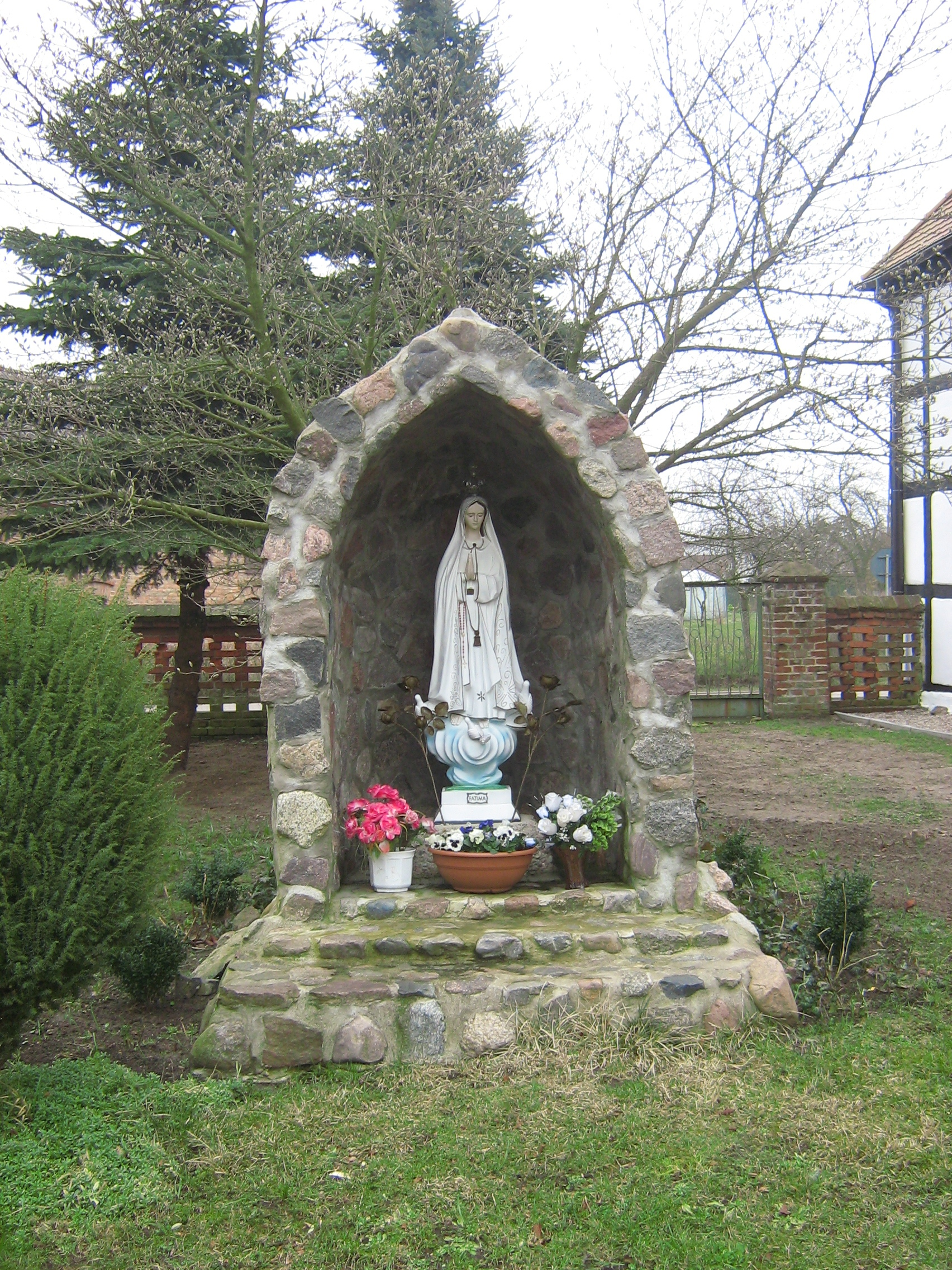
Kapliczka Matki Boskiej Fatimskiej

## Wyposażenie
W części centralnej umieszczone organy firmy Grüneberga ze Szczecina z 19078 roku. o trójdzielnej obudowie. Pierwotnie znajdowały się tutaj organy szafowe z XVIII wieku. Na nieistniejących obecnie emporach wschodniej ("empora patronowa"), północnej i południowej umieszczone były tzw. wywody szlacheckie Bogusława Bodo von Flemminga oraz różnego rodzaju napisy, daty oraz herby. Pierwotnie ołtarz umiejscowiony był mniej więcej pośrodku nawy; był to tzw. ołtarz ambonalny (Kanzellaltar). Jego fragmenty w formie wtórnej stanowią obecny ołtarz z figurą Matki Boskiej z Dzieciątkiem umieszczoną centralnie w prezbiterium. 
W predelli ołtarza ukazano płaskorzeźbę Ostatniej Wieczerzy. Po lewej stronie ołtarza znajduje się obraz Jezusa Miłosiernego, a po prawej ikona Matki Bożej Nieustającej Pomocy.
W tylnej części nawy mieściła się prawdopodobnie salka katechetyczna. W kościele znajdowało się niegdyś cenne wyposażenie ruchome. Źródła wymieniają m.in.: srebrne kielichy z grawerowanymi herbami Flemmingów (początek XVIII wieku), srebrna złocona patena z 1707 roku, klepsydra z 1727 roku, woreczek z dzwonkiem do zbierania datków (Klingelbeutel) z 1797 roku, dwa barokowe świeczniki z drewna i inne.
Cennym elementem wyposażenia była również ozdobna chrzcielnica  z drewna sosnowego (z 1730 roku) umieszczona pierwotnie na barierze ołtarza. Dach trójspadowy, połacie pokryte karpiówką ułożoną w "rybią łuskę", kalenica i naroża wyłożone gąsiorami ceramicznymi. Konstrukcja więźby dachowej krokwiowo-jętkowa (jętki zdwojone) z trójdzielną podporą stołową, wzmocnione zastrzałami stropowymi. Strych jednoprzestrzenny, wejście po dwubiegowych schodach ze spocznikiem, obudowanych deskową klatką schodową od strony wieży.
W kościele znajduje się również zdobiona chrzcielnica, a także figury Matki Bożej, Najświętszego Serca Pana Jezusa i św. Józefa z Dzieciątkiem. Na ścianach rozmieszczono stacje Drogi Krzyżowej.

## Wieża
Ściana zachodnia ryglowa z wypełnieniem z cegły ceramicznej (analogiczne jak ściany korpusu kościoła), szkielet konstrukcyjny pozostałych ścian ukryty przedłużeniem ścian długich. Górna pierwszego prostopadłościennego korpusu wieży pionowo odeskowana. Zwieńczenie w formie hełmu na rzucie ośmiobocznym. Pokrycie z blachy ocynkowanej (pierwotnie gontowe). Na jednej z belek w przyziemiu wieży umieszczony napis: Baumeister Hand Wangerin Anno 1708 Dawid Wangerin den 26 Martij.